# Gruzija
Grúzija (gruzinsko საქართველო, prečrkovano Sakartvelo) je država v zahodnem Zakavkazju, ob vzhodni obali Črnega morja. Leži na stičišču vzhodne Evrope in zahodne Azije, vendar geopolitično velja za evropsko državo. Gruzija na severu in vzhodu meji na Rusijo, na jugovzhodu na Azerbajdžan, na jugu na Armenijo in Turčijo, na zahodu pa jo obliva Črno morje. Gruzija je parlamentarna demokracija, organizirana kot unitarna parlamentarna republika. Je članica Sveta Evrope, Svetovne trgovinske organizacije in Črnomorske zveze za gospodarsko sodelovanje.
Sodobna Gruzija se je aprila 1991 osamosvojila od Sovjetske zveze. Po mirni revoluciji vrtnic leta 2003 se je vedno bolj usmerjala k Evropski uniji in NATO. To je vodilo k ohladitvi odnosov z Rusijo, kar je privedlo do rusko-gruzijske vojne leta 2008, po kateri je Rusija okupirala gruzinski regiji Južna Osetija in Abhazija.

## Etimologija
Gruzija verjetno izhaja iz perzijskega poimenovanja Gruzijcev – gurğān, ki so jo v 11. in 12. stoletju prilagodili prek sirščine gurz-ān / gurz-iyān in arabščine ĵurĵan / ĵurzan. Teorije, ki temeljijo na izročilu, je dal popotnik Jacques de Vitry, ki je izvor imena pojasnil s priljubljenostjo svetega Jurija med Gruzijci , popotnik Jean Chardin pa je menil, da je Gruzija izvirala iz grške γεωργός ('obdelovalec zemlje'). Kot dodaja profesor Aleksander Mikaberidze, te stoletne razlage besede Gruzija / Gruzijci zavračajo znanstvene skupnosti, ki za koren besede navajajo perzijsko besedo gurğ / gurğān ('volk') . Začenši s perzijsko besedo gurğ / gurğān, je bila beseda pozneje sprejeta v številnih drugih jezikih, vključno s slovanskim in zahodnoevropskim jezikom. Ta izraz bi bil morda ustanovljen s starodavno iransko označbo blizu-kaspijske regije, ki so jo poimenovali Gorgan ('dežela volkov').
Domače ime je Sakartvelo (საქართველო; 'dežela Kartvelijcev'), ki izhaja iz osrednje gruzijske zgodovinske regije Kartli, zapisano iz 9. stoletja in v razširjeni uporabi, ki se nanaša na celotno srednjeveško kraljestvo Gruzije do 13. stoletja. Samoimenovanje, ki ga uporabljajo etnični Gruzijci, je Kartvelebi (ქართველები, tj. 'Kartvelijci').
Srednjeveške gruzijske kronike predstavljajo istoimenskega prednika Kartvelijcev, Kartlosa, prapravnuka Japeta. Vendar se znanstveniki strinjajo, da beseda izvira iz Karts, pri čemer je slednje eno od proto-gruzijskih plemen, ki so se v antičnih časih pojavila kot prevladujoča skupina. Ime Sakartvelo (საქართველო) je sestavljeno iz dveh delov. Njegov koren, kartvel-i (ქართველ-ი), določa prebivalca osrednje-vzhodne gruzijske regije Kartli ali Iberije, kot je znano v virih vzhodnorimskega cesarstva . Stari Grki (Strabon, Herodot, Plutarh, Homer, itd.) In Rimljani (Tit Livij, Tacit, itd.) so zgodnje zahodne Gruzijce navajali kot Kolhijce, vzhodne Gruzijce pa kot Iberijce (Iberoi v nekaterih grških virih) . Gruzijski cirkumfix sa-X-o je standardna geografska zgradba, ki označuje 'območje, kjer prebiva X', kjer je X etnonim.
Danes je polno uradno ime države Gruzija. Pred začetkom veljavnosti ustave leta 1995 je bilo ime države Republika Gruzija.

## Zgodovina

### Prazgodovina
Ozemlje novodobne Gruzije je bilo v obdobju paleolitika naseljeno s Homo erectusom. Leta 1991 so bili na arheološkem najdišču Dmanisi v Gruziji najdeni zgodnji človeški (torej hominidski) fosili, stari 1,8 milijona let. Znanstveniki zdaj skupino fosilnih okostij uvrščajo v vrsto Homo georgicus.
Protogruzijska plemena se prvič pojavijo v pisni zgodovini v 12. st. pr. n. št.. Najstarejši dokazi o vinu do danes so bili najdeni v Gruziji, kjer so odkrili 8000 let stare vinske posode. Arheološke najdbe in sklici v antičnih virih odkrivajo tudi elemente zgodnjih političnih in državnih tvorb, za katere je značilna napredna metalurška in zlatarska tehnika, ki segajo v 7. st. pr. n. št.. Pravzaprav se je zgodnja metalurgija v Gruziji začela v 6. tisočletju pr. n. št., povezana s kulturo Šulaveri-Šomu .

### Antika
V klasičnem obdobju je prišlo do porasta številnih zgodnjih gruzijskih držav, od katerih sta bili glavni Kolhida na zahodu in Iberija na vzhodu. V grški mitologiji je bila Kolhida mesto Zlatega runa, ki so ga iskali Jazon in Argonavti v epski zgodbi Argonautica, Apolonija Rodoškega. Vključitev Zlatega runa v mit je morda izvirala iz lokalne prakse uporabe runa za precejanje zlatega prahu iz rek. V 4. stoletju pred našim štetjem je bilo ustanovljeno Ibersko kraljestvo - zgodnji primer napredne državne organizacije pod enim kraljem in plemiško hierarhijo.
Potem ko je Rimska republika leta 66 pr. n. št. dokončno osvojila območje današnje Gruzije, je to območje postalo glavni cilj za več kot 700 let dolgega iransko-rimsko geopolitičnega rivalstva in vojskovanja . Že od prvih stoletij našega štetja so se v Gruziji običajno izvajali kulti Mitre, poganska verovanja in zaratustrstvo . Leta 337 je kralj Mirian III. krščanstvo razglasil za državno religijo, kar je močno spodbudilo razvoj literature, umetnosti in na koncu igralo ključno vlogo pri oblikovanju enotnega gruzijskega naroda . Pokristjanjevanje je imelo za posledico počasno, a zanesljivo upadanje zaratustrstva, ki je do 5. st. postalo druga uveljavljena religija v Iberiji (vzhodna Gruzija) in se tam pogosto izvajalo.

### Srednji vek in zgodnja moderna doba
Na stičišču dolgotrajnih rimsko-perzijskih vojn, je zgodnje Gruzijsko kraljestvo v zgodnjem srednjem veku razpadlo na različne fevdalne regije. Tako so v 7. stoletju postala plen zgodnjim muslimanskim osvajanjem.

#### Bagratidska Iberija
Izumrtje različnih iberskih kraljevih rodbin, kot so Guaramidi in Hosroidi in tudi težave Abasidov z lastnimi državljanskimi vojnami in konfliktom z Bizantinskim cesarstvom, je omogočilo rast rodbine Bagratidov. Vodja rodbine Ašot I. Iberski (vladal 813–826), ki se je preselil na nekdanja jugozahodna ozemlja Iberije, je zavladal nad Tao-Klarjeti in leta 813 obnovil Iberski principat. Sinovi in vnuki Ašota I. so osnovali tri ločene veje, ki so se pogosto spopadale med seboj in s sosednjimi vladarji. Prevladovala je linija Kartli; leta 888 je Adarnase IV. (vladal 888–923) obnovil avtohtono kraljevo oblast, ki je bila od leta 580 uspavana. Kljub oživljanju Iberske monarhije so bile preostale gruzijske dežele razdeljene med rivalske skupine, Tbilisi pa je ostal v arabskih rokah.

#### Kraljestvo Abhazija
Arabski vpad v zahodno Gruzijo, ki ga je vodil Marvan II., omajadski kalif, je leta 736 Leon I. Abhazijski (vladal 720–740) skupaj z zavezniki, odbil. Nato se je Leon I. poročil z Mirijanovo hčerko, naslednik Leon II. pa je izkoristil to dinastično zvezo in v 770-ih pridobi Lazico. Uspešna obramba pred Arabci in novi teritorialni uspehi so dali abhazijskim knezom dovolj moči, da so lahko od Bizantinskega cesarstva zahtevali več avtonomije. Proti letu 778 je Leon II. (vladal 780–828) s pomočjo Hazarov pridobil popolno neodvisnost in bil okronan za kralja Abhazije. Po osamosvojitvi države je postalo vprašanje cerkvene neodvisnosti glavni problem. V zgodnjem 9. stoletju se je abhazijska cerkev odcepila od Konstantinopla in priznala avtoriteto katolikosa Mchete; gruzijski jezik je grškega nadomestil kot jezik pismenosti in kulture . Najbolj cvetoče obdobje abhazijskega kraljestva je bilo med letoma 850 in 950. Burna državljanska vojna in fevdalni upori, ki so se začeli pod Demetrijem III. (vladal 967–975), so pripeljali kraljestvo v popolno anarhijo pod nesrečnim slepim kraljem Teodozijem III. (vladal 975–978). Sledilo je obdobje nemirov, ki se je končalo, ko so bile Abhazija in vzhodne gruzijske države združene pod eno gruzijsko monarhijo, ki ji je vladal gruzijski kralj Bagrat III. (vladal 975–1014), predvsem zaradi diplomacije in osvojitev energičnega rejnika, Davida III. (vladal 966–1001).

#### Združitev gruzijskega kraljestva
Faza razvoja fevdalizma in boj proti skupnim napadalcem, kot tudi skupno prepričanje različnih gruzijskih držav, je imelo v 11. stoletju velik pomen za duhovno in politično poenotenje gruzijske fevdalne monarhije v rodbini Bagratidov.
Gruzijsko kraljestvo je doseglo svoj višek v 12. do zgodnjega 13. stoletja. To obdobje v času vladavine Davida IV. (vladal 1089–1125) in njegove vnukinje Tamare (vladala 1184–1213) se pogosto imenuje Gruzijska zlata doba ali gruzijska renesansa. Za to zgodnjo gruzijsko renesanso, ki je bila pred njenim zahodnoevropskim ustreznikom, so bile značilne impresivne vojaške zmage, teritorialna širitev in kulturna renesansa v arhitekturi, literaturi, filozofiji in znanosti. Zlata doba Gruzije je pustila zapuščino velikih stolnic, romantično poezijo in literaturo ter epske pesmi Vitez v tigrovi koži, ki velja za nacionalni ep.
David je zatiral nestrinjanje fevdalcev in centraliziral oblast v svojih rokah, da se je učinkovito spoprijel s tujimi grožnjami. Leta 1121 je med bitko pri Didgoriju odločilno premagal veliko večjo turško vojsko in osvobodil Tbilisi.
29-letna vladavina Tamare, prve ženske vladarke Gruzije, velja za najuspešnejšo v gruzijski zgodovini. Tamara je dobila naslov 'kralj kraljev' (mepe mepeta). Uspelo ji je nevtralizirati nasprotovanje in se lotila energične zunanje politike, pri čemer ji je pomagal propad rivalskih sil Seldžukov in Bizanca. Tamara je ob podpori močne vojaške elite znala graditi na uspehih svojih predhodnikov, da bi utrdila cesarstvo, ki je dominiralo na Kavkazu in se razširilo na velike dele današnjega Azerbajdžana, Armenije in vzhodne Turčije ter dele severnega Irana, do propada pod mongolskimi napadi v dveh desetletjih po Tamarini smrti leta 1213.
Oživitev kraljevine Gruzije je bila postavljena po tem, ko je horezmski voditelj Jalal ad-Din leta 1226 zajel in uničil Tbilisi. Mongoli so izgnali Jurija V. (vladal 1299–1302), sina Demetrija II. (vladal 1270–1289), ki je bil imenovan Briljanten zaradi njegove vloge pri obnovi prejšnje moči države in krščanske kulture. Jurij V. je bil zadnji veliki kralj združene gruzijske države. Po njegovi smrti so se različni lokalni vladarji borili za neodvisnost od osrednje gruzijske oblasti, vse do popolnega razpada kraljestva v 15. stoletju. Gruzijo je nadalje oslabilo več katastrofalnih napadov Timurlenka. Vdori so se nadaljevali, kraljestvo ni imelo časa za obnovo, tako da so Oguzi rodbin Kara Kojunlu in Aq Qoyunlu nenehno napadali njegove južne pokrajine.

#### Trojna delitev
Gruzijsko kraljestvo je do leta 1466 zapadlo v anarhijo in se razdrobilo na tri neodvisna kraljestva in pet napol neodvisnih kneževin. Sosednja velika cesarstva so od 16. stoletja pa vse do poznega 18. stoletja izkoristila notranjo delitev oslabljene države; Safavidski Iran (in zaporedni rodbini Afšaridi in Kadžari) in Osmanska Turčija sta si podredili vzhodne in zahodne regije Gruzije .
Vladarji regij, ki so ob različnih priložnostih ostali delno avtonomni, so organizirali upor. Vendar so poznejši iranski in osmanski vpadi še dodatno oslabili lokalna kraljestva in regije. Zaradi nenehnih osmansko-iranskih vojn in deportacij se je prebivalstvo Gruzije ob koncu 18. stoletja zmanjšalo. Vzhodna Gruzija (Safavidska Gruzija), sestavljena iz regij Kartli in Kahetija, je bila od leta 1555, po Amasijevem miru, podpisanem s sosednjo rivalsko osmansko Turčijo, pod iranskim suzerentvom. S smrtjo Nader šaha leta 1747 sta se obe kraljevini osvobodili iranskega nadzora in bili leta 1762 ponovno združeni z osebno zvezo pod energičnim kraljem Heraklijem II. Heraklij je leta 1744 od Nader šaha prejel krono Kartlija za njegovo zvesto službo . Heraklij je v naslednjem obdobju stabiliziral Vzhodno Gruzijo in je lahko zagotovil njeno avtonomijo v celotnem obdobju iranske rodbine Zand.
Leta 1783 sta Rusija in vzhodno gruzijsko kraljestvo Kartli-Kaheti podpisali Georgievsko pogodbo, s katero je Gruzija opustila kakršno koli odvisnost od iranskih Kadžarov ali druge sile, kraljestvo pa je postalo protektorat Rusije, ki je zagotovila ozemeljska celovitost Gruzije in nadaljevanje njene vladajoče rodbine Bagratidov v zameno za prerogative pri vodenju gruzijskih zunanjih zadev .
Kljub zavezanosti obrambi Gruzije pa Rusija ni pomagala, ko so Iranci leta 1795 vdrli, zasedli in opustošili Tbilisi, medtem ko so masakrirali njegove prebivalce, saj je novi dedič prestola želel ponovno vzpostaviti iransko hegemonijo nad Gruzijo. Kljub kaznovalni kampanji, ki je bila leta 1796 sprožena proti Kadžarom, je v tem obdobju prišlo do kršitve ruske pogodbe iz leta 1801 in aneksije vzhodne Gruzije, čemur je sledila ukinitev rodbine Bagratidov, pa tudi avtokefalnost gruzinske pravoslavne cerkve. Pjotr Bagratid, eden od potomcev ukinjene rodbine, se je pozneje pridružil ruski vojski in se postavil za vidnega generala v Napoleonskih vojnah.

### Gruzija v Ruskem imperiju
22. decembra 1800 je ruski car Pavel I. na domnevno prošnjo gruzijskega kralja Jurija XII. podpisal razglas o vključitvi Gruzije (Kartli-Kaheti) v Rusko cesarstvo, kar je bilo dokončno določeno z odlokom 8. januarja 1801 in je potrdil car Aleksander I. 12. septembra 1801. Kraljeva družina Bagratidov je bila deportirana iz kraljestva. Gruzijski odposlanec v Sankt Peterburgu je odreagiral z protestno noto, ki je bila predstavljena ruskemu vicekanclerju princu Kurakinu. Maja 1801 je bila, pod nadzorom generala Carla Heinricha von Knorringa, cesarska ruska oblast v vzhodni Gruziji prenesena na vlado, ki jo je vodil general Ivan Petrovič Lazarev. Gruzijsko plemstvo je dekret sprejelo šele 12. aprila 1802, ko je Knorring plemstvo zbral pri Sionski stolnici in jih prisilil k prisegi na rusko cesarsko krono. Tisti, ki se niso strinjali, so bili začasno aretirani .
Poleti 1805 so ruske čete na reki Askerani pri Zagamu med rusko-perzijsko vojno 1804–13 premagale iransko vojsko in Tbilisi rešile pred ponovno osvojitvijo. Rusko suzerenstvo nad vzhodno Gruzijo je bilo z Iranom uradno dokončano leta 1813 po Gulistanski pogodbi . Po aneksiji vzhodne Gruzije je zahodno gruzijsko kraljestvo Imereti anektiral car Aleksander I. Zadnji imretski kralj in zadnji gruzijski vladar Bagratidov, Salomon II., je umrl v izgnanstvu leta 1815, po poskusih združevanja ljudi proti Rusiji in priklic tuje podpore proti slednjim je bil zaman. Od leta 1803 do 1878 je bilo zaradi številnih ruskih vojn proti osmanski Turčiji več prej gruzijskih ozemelj izgubljenih - kot je Adžarija - in so bila vključena v cesarstvo. Kneževina Guria je bila leta 1829 ukinjena in vključena v cesarstvo, medtem ko je bil Svaneti leta 1858 postopno pripojen. Mingrelia, čeprav ruski protektorat od leta 1803, ni bila prevzeta do leta 1867 .

### Izjava o neodvisnosti
Po ruski revoluciji leta 1917 je bila ustanovljena Kavkaška demokratična federativna republika, njen predsednik je bil Nikolaj Čheidze. Federacijo so sestavljale tri države: Gruzija, Armenija in Azerbajdžan. Ko so Osmani napredovali na kavkaška ozemlja razpadajočega Ruskega cesarstva, je Gruzija 26. maja 1918 razglasila neodvisnost. Manjševiška socialdemokratska stranka Gruzije je zmagala na parlamentarnih volitvah in njen vodja Noe Žordania je postal premier. Kljub sovjetskemu prevzemu je bil Žordania v 1930-ih priznan kot legitimni vodja gruzijske vlade s strani Francije, Velike Britanije, Belgije in Poljske.
Gruzijsko-armenska vojna 1918, ki je izbruhnila na delih gruzijskih provinc, v katerih so večinoma živeli Armenci, se je končala zaradi britanske intervencije. V letih 1918-1919 je gruzijski general Giorgi Mazniašvili vodil napad proti Beli armadi, ki sta jo vodila Moisejev in Denikin, in zahteval črnomorsko obalo od Tuapsea do Sočija in Adlerja za neodvisno Gruzijo. Neodvisnost države ni trajala dolgo. Gruzija je bila pod britansko zaščito med letoma 1918–1920.

### Gruzija v Sovjetski zvezi
Februarja 1921, med rusko državljansko vojno, je Rdeča armada napredovala v Gruzijo in na oblast pripeljala lokalne boljševike. Gruzijska vojska je bila poražena, socialdemokratska vlada pa je pobegnila iz države. Rdeča armada je 25. februarja 1921 vstopila v Tbilisi in ustanovila vlado delavskih in kmečkih sovjetov s Filipom Maharadzejem kot vršilcem dolžnosti. Gruzija je bila leta 1921 vključena v Transkavkaško socialistično federativno republiko, skupaj z Armenijo in Azerbajdžanom, ki je leta 1922 postala ustanovna članica Sovjetske zveze.
V Gruziji je ostalo večje nasprotovanje boljševikom, saj je bila neindustrializirana in videti kot socialno zaostala, to pa je doživelo vrhunec v avgustovski vstaji leta 1924. Sovjetska vladavina je bila trdno uveljavljena šele potem, ko je bila vstaja hitro zadušena. Gruzija je do prvega petletnega načrta, ko je postala glavno središče za tekstilno blago, ostala neindustrijsko obrobje ZSSR. Kasneje, leta 1936, je bila TSFSR razpuščena in Gruzija je nastala kot zvezna republika: Gruzijska sovjetska socialistična republika.
Josip Stalin, rojen kot Josif Vissarionovič Džugašvili (იოსებ ბესარიონის ძე ჯუღაშვილი) v Goriju, je bil viden član med boljševiki. Stalin se je povzpel na najvišji položaj in je vodil Sovjetsko zvezo od sredine 1920-ih let do smrti 5. marca 1953.
Junija 1941 je Nemčija napadla Sovjetsko zvezo na takojšnji poti proti kavkaškim naftnim poljem in tovarnam streliva. Nikoli niso dosegli Gruzije in skoraj 700.000 Gruzijcev se je borilo v Rdeči armadi, da bi odvrnilo napadalce in napredovali proti Berlinu. Med njimi je bilo približno 350.000 ubitih. Gruzijska vstaja 882. pehotnega bataljona kraljice Tamare (gruzijske legije nemške vojske na Texelu, nizozemskem otoku) proti Nemcem, je bila zadnja bitka druge svetovne vojne.
Po Stalinovi smrti je Nikita Hruščov postal vodja Sovjetske zveze in izvajal politiko destalininizacije. Temu niso nikjer drugje bolj javno in nasilno nasprotovali kot v Gruziji, kjer so leta 1956, ob izidu Hruščoveve javne obsodbe Stalina, izbruhnili nemiri in privedli do smrti skoraj 100 študentov.
V preostanku sovjetskega obdobja je gruzijsko gospodarstvo še naprej raslo in doživelo znatno izboljšanje, čeprav je vse bolj kazalo očitno korupcijo in odtujenost vlade od ljudi. Z začetkom perestrojke leta 1986 se je gruzijsko komunistično vodstvo izkazalo nesposobno, da bi se spoprijelo s spremembami, zato je večina Gruzijcev, vključno s komunisti, sklenila, da je edini način odstop od obstoječega sovjetskega sistema.

### Gruzija po obnovi neodvisnosti
9. aprila 1991, tik pred razpadom Sovjetske zveze, je vrhovni svet Gruzije po referendumu 31. marca 1991 razglasil neodvisnost . 26. maja 1991 je bil Gamsahurdia izvoljen za prvega predsednika neodvisne Gruzije. Gamsahurdia se je zavzel za gruzijski nacionalizem in se zavezal, da bo uveljavil oblast Tbilisija nad regijami, kot sta Abhazija in Južna Osetija, ki sta bili v Sovjetski zvezi razvrščeni med avtonomne pokrajine .
V krvavem državnem udaru od 22. decembra 1991 do 6. januarja 1992 so ga odstavili. Državni puč je spodbudil del Nacionalne garde in paravojaške organizacije z imenom Mhedrioni ('konjeniki'). Država se je zapletla v hudo državljansko vojno, ki je trajala skoraj do leta 1995. Eduard Ševardnadze (sovjetski minister za zunanje zadeve od 1985 do 1991) se je leta 1992 vrnil v Gruzijo in se pridružil voditeljem državnega udara - Tengizu Kitovaniju in Džabi Ioselianiju - na čelu triumvirata z imenom Državni svet.
Prevladujoči spori v obeh regijah Abhaziji in Južni Osetiji med lokalnimi separatisti in večinskim gruzijskim prebivalstvom so izbruhnili v razširjeno med etnično nasilje in vojne. Abhazija in Južna Osetija sta ob podpori Rusije dosegli dejansko neodvisnost od Gruzije, Gruzija pa je obdržala nadzor le na majhnih območjih spornih ozemelj. Leta 1995 je bil Ševardnadze uradno izvoljen za predsednika Gruzije.
Med vojno v Abhaziji (1992–1993) so separatisti in severno-kavkaški prostovoljci (vključno s Čečeni) iz Abhazije izgnali približno 230.000 do 250.000 Gruzijcev. Približno 23.000 Gruzijcev je pobegnilo tudi iz Južne Osetije, številne osetske družine pa so bile prisiljene zapustiti svoje domove v regiji Bordžomi in se preseliti v Rusijo.
Leta 2003 je Ševardnadze (ki je leta 2000 na volitvah ponovno zmagal) zaustavil revolucijo vrtnic, potem ko so gruzijska opozicija in mednarodni nadzorniki trdili, da so bile parlamentarne volitve 2. novembra zaznamovane z goljufijo . Revolucijo so vodili Miheil Saakašvili, Zurab Žvania in Nino Burdžanadze, nekdanji člani in voditelji vladajoče Ševardnadzejeve stranke. Miheil Saakašvili je bil izvoljen za predsednika Gruzije leta 2004.
Po revoluciji vrtnic je bila za krepitev vojaških in gospodarskih zmogljivosti države sprožena vrsta reform. Prizadevanja nove vlade za ponovno uveljavitev gruzijske oblasti v jugozahodni avtonomni republiki Adžarija so v začetku leta 2004 privedla do velike krize. Uspeh v Adžariji je spodbudil Saakašvilija, naj si še bolj prizadeva v ločeni Južni Osetiji, vendar brez uspeha.
Ti dogodki, skupaj z obtožbami Gruzije v drugi čečenski vojni , so povzročili močno poslabšanje odnosov z Rusijo, ki ga je spodbudila tudi ruska odprta pomoč in podpora obema secesionističnima območjema. Kljub vse težjim odnosom sta maja 2005 Gruzija in Rusija dosegli dvostranski sporazum , s katerim sta bila ruski vojaški oporišči (iz časov sovjetske dobe) v Batumiju in Ahalkalakiju umaknjeni. Rusija je do decembra 2007 umaknila vse osebje in opremo s teh lokacij, medtem ko se ni umaknila iz baze Gudauta v Abhaziji, ki bi jo bilo treba sprostiti po sprejetju Pogodbe o prilagojenih oboroženih silah v Evropi na vrhu v Carigradu leta 1999.

### Rusko-gruzijska vojna in potem
Napetosti med Gruzijo in Rusijo so se začele stopnjevati aprila 2008. Eksplozija bombe 1. avgusta 2008 je bila namenjena avtomobilu, ki je prevažal gruzijske mirovnike. Južni Osetijci so bili odgovorni za spodbujanje tega incidenta, ki je zaznamoval odpiranje sovražnosti in ranil pet gruzijskih vojakov. V odgovor je bilo več južnoosetijskih vojakov zaprtih. Južnoosetijski separatisti so 1. avgusta začeli obstreljevati gruzijske vasi. Ti topniški napadi so povzročili, da so gruzijski vojaki od 1. avgusta periodično vračali ogenj.
30. septembra 2009 je neodvisna mednarodna misija za odkrivanje dejstev v Gruziji, ki jo je sponzorirala Evropska unija, izjavila, da so se pred večmesečnimi medsebojnimi provokacijami začela »odprta sovraštva z obsežno gruzijsko vojaško operacijo proti mestu Chinvali in okolice, ki se je začela v noči s 7. na 8. avgust 2008«. 
Rusija je Gruzijo obtožila »agresije proti Južni Osetiji« in 8. avgusta 2008 sprožila obsežno kopensko, zračno in morsko invazijo na Gruzijo z izgovorom »mirovne operacije«. Začeli so se tudi ruski letalski napadi na cilje znotraj Gruzije. Abhaške sile so 9. avgusta odprle drugo fronto z napadom na sotesko Kodori, ki jo je držala Gruzija. Chinvali je ruska vojska zasegla do 10. avgusta. Ruske sile so zasedle gruzijska mesta Zugdidi, Senaki, Poti in Gori (zadnji po pogajanjih o sporazumu o premirju). Ruska črnomorska flota je blokirala gruzijsko obalo.
Južni Osetijci so izvedli kampanjo etničnega čiščenja Gruzijcev v Južni Osetiji, ko so bile po koncu vojne uničene gruzijske vasi okoli Chinvalija. Vojna je razselila 192.000 ljudi in čeprav se je mnogim po vojni uspelo vrniti na svoje domove, je leto kasneje približno 30.000 etničnih Gruzijcev ostalo razseljenih. V intervjuju, objavljenem v Kommersantu, je vodja Južne Osetije Eduard Kokoiti dejal, da ne bo dovolil vrnitve Gruzijcev.
Predsednik Francije Nicolas Sarkozy je s pogajanji dosegel sporazum o premirju 12. avgusta 2008. Ruski predsednik Dmitrij Medvedev je 17. avgusta napovedal, da se bodo ruske sile naslednji dan začele umikati iz Gruzije. Rusija je 26. avgusta priznala Abhazijo in Južno Osetijo kot ločeni republiki. Kot odgovor na rusko priznanje je gruzijska vlada prekinila diplomatske odnose z Rusijo. Ruske sile so 8. oktobra zapustile območja varovanja, ki mejijo na Abhazijo in Južno Osetijo, na območja varovanja pa je bila odposlana spremljevalna misija Evropske unije v Gruziji. Gruzija Abhazijo in Južno Osetijo obravnava kot gruzijski ozemlji, ki jih okupirana Rusija.

## Geografija
Gruzija leži večinoma na Južnem Kavkazu, deli države pa tudi na Severnem Kavkazu. Država leži med zemljepisnima širinama 41 ° in 44 ° S ter dolžinama 40 ° in 47 ° J in ima površino 69.700 km². Je zelo gorata dežela. Pogorje Lihi deli državo na vzhodno in zahodno polovico. V preteklosti je bil zahodni del Gruzije znan kot Kolhida, medtem ko se je vzhodna planota imenovala Kavkaška Iberija. Zaradi zapletene geografske postavitve gora, te izolirajo tudi severno območje Svaneti od preostale Gruzije.
Pogorje Visoki Kavkaz tvori severno mejo Gruzije. Glavne ceste preko gorskega območja na rusko ozemlje vodijo skozi Rokijski predor med Šida Kartlijem in Severno Osetijo in Darialsko sotesko (v gruzijski regiji Hevi). Rokijski predor je bil v rusko-gruzijski vojni leta 2008 ključnega pomena za rusko vojsko, saj je edina neposredna pot skozi kavkaške gore. Južni del države je omejen z gorami Malega Kavkaza. Pogorje Visokega Kavkaza je veliko višje od Malega Kavkaza, najvišji vrhovi pa se dvigajo več kot 5000 metrov nad morjem.
Najvišja gora v Gruziji je gora Šhara s 5068 metri, druga najvišja je gora Džanga (Džangi – Tau) ima 5059 m. Drugi vidni vrhovi so gora Kazbek s 5047 m, Šota Rustaveli s 4860 m, Tetnuldi s 4858 m, Ušba s 4700 m in Ailama s 4547 m. Od zgoraj omenjenih vrhov je samo Kazbek vulkanskega izvora. V regiji med Kazbekom in Šharo (oddaljenost približno 200 km) vzdolž območja glavnega grebena Visokega Kavkaza, prevladujejo številni ledeniki. Od 2100 ledenikov, ki danes obstajajo na Kavkazu, jih je približno 30 % v Gruziji.
Izraz gorovja Mali Kavkaz se pogosto uporablja za opisovanje gorskih (višavskih) območij južne Gruzije, ki so s pogorjem Lihi povezana z gorovjem Visokega Kavkaza. Območje lahko razdelimo na dve ločeni podregiji; gorovje Mali Kavkaz, ki teče vzporedno z območjem Visoki Kavkaz in vulkansko visokogorje Južne Gruzije, ki leži takoj južno od gorovja Mali Kavkaz.
Celotna regija je sestavljena iz različnih medsebojno povezanih gorskih verig in planot, ki v višino ne presegajo 3400 metrov. Pomembne značilnosti območja so vulkanska planota Džavaheti, jezera, vključno z jezeroma Tabackuri in Paravani, pa tudi mineralna voda in vroči izviri. Dve glavni reki v Gruziji sta Rioni in Mtkvari. Vulkansko višavje Južne Gruzije je mlado in nestabilno geološko območje z visoko potresno dejavnostjo in je doživelo nekaj najpomembnejših potresov zabeleženih v Gruziji.
Kruberjeva jama je druga najgloblja znana jama na svetu. Leži v masivu Arabika v pogorju Gagre, zahodnem Visokem Kavkazu, v Abhaziji. Leta 2001 je rusko-ukrajinska ekipa postavila svetovni rekord v globini s 1710 metri. Do leta 2004 se je globina povečala na vsaki od naslednjih treh ekspedicij, ko je leta 2007 ukrajinska ekipa prvič v zgodovini jamarstva prečkala oznako 2000 metrov. V nadaljnjih raziskavah vse do leta 2012 globino še povečevali do današnjih 2197 m.

### Topografija
Pokrajina znotraj meja države je zelo raznolika. Pokrajina Zahodne Gruzije sega od nizko ležečih močvirskih gozdov, močvirij in zmernih deževnih gozdov do večnih snežišč in ledenikov, vzhodni del države pa vsebuje celo majhen del polsušnih ravnic. Gozdovi pokrivajo približno 40 % ozemlja Gruzije, medtem ko alpsko / subalpsko območje predstavlja približno 10 % površin.
Večina naravnega habitata v nižinskih območjih zahodne Gruzije je v zadnjih 100 letih izginila zaradi razvoja kmetijstva in urbanizacije. Velika večina gozdov, ki so pokrivali kolhidsko ravnico, zdaj skoraj ne obstaja, razen območij, ki so vključena v nacionalne parke in rezervate (npr. Območje jezera Paliastomi). Trenutno gozdna odeja ostaja izven niže ležečih območij in je predvsem v vznožju in gorah. Gozdovi zahodne Gruzije so sestavljeni predvsem iz listavcev pod 600 m nadmorske višine in vsebujejo vrste kot so hrast, gaber, bukev, brest, jesen in kostanj. Na številnih območjih lahko najdemo zimzelene vrste, kot je pušpan. Okoli 1000 od vseh 4000 višjih rastlin Gruzije je endemičnih.
Zahodno-osrednja pobočja ob reki Mesheti v Adžariji ter več lokacij v Samegrelu in Abhaziji so pokrita z zmernimi deževnimi gozdovi. Med 600–1000 metri nadmorske višine se listopadni gozd pomeša s širokolistnimi in iglastimi vrstami. Območje sestavljajo predvsem bukovi, smrekovi in jelkini gozdovi. Od 1500 do 1800 metrov gozd postane večinoma iglast. Gozdna meja se na splošno konča na približno 1800 metrih, kjer se začne alpsko območje, ki se na večini območij razširi do višine 3000 metrov nadmorske višine. Večna snežna in ledeniška cona leži nad črto 3000 metrov.
Pokrajina vzhodne Gruzije (ki se nanaša na ozemlje vzhodno od območja Lihi) se bistveno razlikuje od zahodne. Podobno kot Kolhidska ravnina na zahodu, so skoraj vsa nižja območja vzhodne Gruzije, vključno z rečnimi ravninami rek Mtkvari in Alazani, skrčena za kmetijske namene. Zaradi relativno suhega podnebja v regiji nekatere nižje ležeče ravnine (zlasti v Kartliju in jugovzhodni Kahetiji) sploh niso bili pokriti z gozdovi.
Pokrajina vzhodne Gruzije obsega številne doline in soteske, ki jih ločujejo gore. V nasprotju z zahodno Gruzijo je skoraj 85 % gozdov v regiji listavcev. Iglasti gozdovi prevladujejo le v soteski Bordžomi in na skrajnih zahodnih območjih. Od listopadnih vrst prevladujejo bukev, hrast in gaber. Druge vrste listavcev so več vrst javorja, trepetlika, jesen in leska. Dolina reke Zgornji Alazani ima gozd tise.
Na višjih nadmorskih višinah nad 1000 metri (zlasti v regijah Tušeti, Hevsureti in Hevi) prevladujeta borov in brezov gozd. Na splošno se gozdovi v vzhodni Gruziji pojavljajo med 500–2000 metri nadmorske višine, alpski pas pa se razteza od 2000–2300 do 3000–3500 metrov. Edini preostali veliki, ravninski gozdovi ostajajo v dolini Alazani, v Kahetiji. Večna snežna in ledeniška cona leži nad 3500 metrov v večini območij vzhodne Gruzije.

### Podnebje
Gruzijsko podnebje je zelo raznoliko glede na majhnost države. Obstajata dve glavni podnebni coni, ki približno ustrezata vzhodnim in zahodnim delom države. Pogorje Visokega Kavkaza igra pomembno vlogo pri blaženju podnebja Gruzije in ščiti pred prodiranjem hladnejših zračnih mas s severa. Mali Kavkaz delno ščiti območje pred vplivom suhih in vročih zračnih mas z juga.
Velik del zahodne Gruzije leži na severnem obrobju vlažnega subtropskega pasu, letne padavine pa znašajo od 1000–4000 mm. Padavine so po navadi enakomerno razporejene skozi vse leto, čeprav so lahko v jesenskih mesecih še posebej močne. Podnebje regije se močno razlikuje glede na nadmorsko višino in čeprav je večji del nižinskih območij zahodne Gruzije skozi vse leto relativno toplo, so v vznožju in goratih predelih (vključno z gorami Kavkaza) hladna, mokra poletja in zasnežene zime (snežna odeja v mnogih regijah pogosto presega 2 m). Adžarija je najbolj vlažno območje Kavkaza, kjer gora Mtirala, vzhodno od Kobuletija, na leto dobi približno 4500 mm padavin.
Vzhodna Gruzija ima prehodno podnebje od vlažnega subtropskega do celinskega. Na vremenske vzorce regije vplivajo tako suhe kaspijske zračne mase z vzhoda kot vlažne črnomorske zračne mase z zahoda. Prodiranje vlažnih zračnih mas iz Črnega morja pogosto blokirajo gorska območja (Lihi in Mesheti), ki ločujejo vzhodni in zahodni del države. Letne količine padavin so občutno manjše kot v zahodni Gruziji in znašajo od 400 do 1600 mm.
Najbolj vlažna obdobja se običajno zgodijo spomladi in jeseni, zimski in poletni meseci pa so po navadi najbolj suhi. Večji del vzhodne Gruzije ima vroče poletje (zlasti na nižjih območjih) in razmeroma hladne zime. Kot v zahodnih delih države, tudi višina igra pomembno vlogo, kjer so podnebne razmere nad 1500 metri bistveno hladnejše kot na nizko ležečih območjih. V regijah, ki ležijo nad 2000 metrov, je v poletnih mesecih pogosto mraz.

### Biotska raznovrstnost
Zaradi velike raznolikosti krajine in nizke zemljepisne širine je v Gruziji približno 5601 vrst živali, vključno s 648 vrstami vretenčarjev (več kot 1 % vrst, ki jih najdemo po vsem svetu) in mnoge od teh vrst so endemiti. V gozdovih živi več velikih zveri in sicer rjavi medvedi, volkovi, risi in kavkaški leopardi. Navadni fazan (znan tudi kot Kolhidski fazan) je endemična ptica Gruzije, ki je bila po svetu predstavljena kot pomembna kura.
Čeprav je količina razpoložljivih informacij še vedno zelo majhna, so bili najprej vloženi napori za oceno števila gliv, ki so endemične za Gruzijo. 2595 vrst je bilo predhodno opredeljenih kot možni endemiti države. V Gruziji je bilo zabeleženih 1729 vrst rastlin v povezavi z glivami. Po podatkih Mednarodne zveze za varstvo narave v Gruziji raste 4300 vrst vaskularnih rastlin .

## Zavarovana območja
Prvo zavarovano območje v Gruziji je bilo ustanovljeno leta 1886, to je bil rezervat Adžameti, v katerem so zavarovali hrastova drevesa. Leta 1912 je bil na severovzhodu države, v območju Kavkaza med 590–3500 m, ustanovljen rezervat Lagodehi. Decembra 1973 je bil ustanovljen prvi narodni park v Gruziji, Narodni park Saguramo. Je na južnih pobočjih Visokega Kavkaza, med reko Mtkvari in Iori na višini 600–1700 m. Za posebne namene sta bili ustanovljeni leta 2003 zavarovana krajina Tušeti in 2009 zavarovana krajina Kintriši. Kot naravni spomenik je bilo leta 2003 ustanovljeno Vašlovani zavarovano območje.

## Upravna delitev
Gruzija se deli na 12 upravnih regij: dve avtonomni republiki, devet okrajev (gruzijsko mhare) in njim enakovredno glavno mesto Tbilisi. Nadalje je razdeljena na 67 okrožij in 5 samoupravnih mest.
Gruzija ima uradno dve avtonomni republiki. Ena od njiju, Abhazija, je leta 1999 razglasila neodvisnost in de facto deluje kot samostojna država. Poleg Abhazije je neodvisnost razglasilo tudi drugo ozemlje, ki po gruzijski delitvi nima avtonomije – Južna Osetija, ki je imela status avtonomne oblasti v času Sovjetske zveze, nato pa ji je bila leta 1990 avtonomija ukinjena. Gruzija jo uradno imenuje »Chinvalska regija« v izogib namigovanju na politično vez z rusko Severno Osetijo. Gruzija opisuje Abhazijo in Južno Osetijo kot območji pod rusko okupacijo. Obe republiki sta bili deležni minimalnega mednarodnega priznanja.
Druga avtonomna republika, Adžarija, je pod lokalnim voditeljem Aslanom Abašidzejem ohranila tesne vezi z Rusijo in dovolila vzdrževanje ruske vojaške baze v Batumiju. Po izvolitvi Miheila Saakašvilija leta 2004 so se napetosti med Abašidzejem in gruzijsko vlado povečale, kar je privedlo do demonstracij v Adžariji ter do odstopa in bega Abašidzeja. Regija je ohranila avtonomijo, zato je bilo iz Tbilisija v Batumi prestavljeno gruzijsko ustavno sodišče v znak ponovne povezave Adžarije z osrednjo gruzijsko vlado. 
| Administrativne enote Gruzije | Administrativne enote Gruzije     | Administrativne enote Gruzije | Administrativne enote Gruzije | Administrativne enote Gruzije | Administrativne enote Gruzije |
| ----------------------------- | --------------------------------- | ----------------------------- | ----------------------------- | ----------------------------- | ----------------------------- |
|                               |                                   |                               |                               |                               |                               |
| Št.                           | Regija                            | Središče                      | Površina (km2)                | Št. prebivalcev               | Gostota (preb./km2)           |
| 1                             | Abhazija                          | Suhumi                        | 8.660                         | 242.862 (ocena)               | 28,04                         |
| 2                             | Mingrelija - Gornja Svanetija     | Zugdidi                       | 7.440                         | 330.761                       | 44,45                         |
| 3                             | Gurija                            | Ozurgeti                      | 2.033                         | 113.350                       | 55,75                         |
| 4                             | Adžarija                          | Batumi                        | 2.880                         | 333.953                       | 115,95                        |
| 5                             | Rača-Lečhumi in Spodnja Svanetija | Ambrolauri                    | 4.990                         | 32.089                        | 6,43                          |
| 6                             | Imeretija                         | Kutaisi                       | 6.475                         | 533.906                       | 82,45                         |
| 7                             | Samche-Džavahetija                | Ahalcihe                      | 6.413                         | 160.504                       | 25,02                         |
| 8                             | Notranja Kartlija                 | Gori                          | 5.729                         | 300.382 (ocena)               | 52,43                         |
| 9                             | Mcheta-Mtianeti                   | Mcheta                        | 6.786                         | 94.573                        | 13,93                         |
| 10                            | Spodnja Kartlija                  | Rustavi                       | 6.072                         | 423.986                       | 69,82                         |
| 11                            | Kahetija                          | Telavi                        | 11.311                        | 318.583                       | 28,16                         |
| 12                            | Glavno mesto Tbilisi              | Tbilisi                       | 720                           | 1.108.717                     | 1539,88                       |

## Demografija
Tako kot večina domačih kavkaških ljudi, se tudi Gruzijci ne uvrščajo v nobeno od glavnih etničnih kategorij Evrope ali Azije. Gruzijski jezik, ki je najbolj razširjen od kartvelskih jezikov, ni indoevropski, turški ali semitski. Dandanes velja, da je gruzijski ali kartvelski narod posledica združevanja avtohtonih prebivalcev s priseljenci, ki so se v daljni antiki preselili na Južni Kavkaz iz smeri Anatolije.
Etnični Gruzijci tvorijo približno 86,8 % sedanjih 3.713.804 (popis 2014) prebivalcev Gruzije. Druge etnične skupine so Abhazijci, Armenci, Asirci, Azerbajdžani, Grki, Judje, Kisti, Osetijci, Rusi, Ukrajinci, Jezidi in drugi. Gruzijski Judje so ena najstarejših judovskih skupnosti na svetu. Nekoč je bila v Gruziji pomembna etnična nemška skupnost, večina Nemcev pa je bila med drugo svetovno vojno deportirana.
Popis leta 1989 je zabeležil 341.000 etničnih Rusov ali 6,3 % prebivalstva, 52.000 Ukrajincev in 100.000 Grkov v Gruziji. Od leta 1990 je odšlo 1,5 milijona državljanov Gruzije. Vsaj 1 milijon izseljencev iz Gruzije zakonito ali ilegalno prebiva v Rusiji. Gruzijska neto migracijska stopnja je –4,54, brez gruzijskih državljanov, ki živijo v tujini. Gruzijo so naselili priseljenci z vsega sveta. Po statističnih podatkih iz leta 2014 ima Gruzija večino svojih priseljencev iz Rusije (51,6 %), Grčije (8,3 %), Ukrajine (8,11 %), Nemčije (4,3 %) in Armenije (3,8 %).
V začetku 1990-ih po razpadu Sovjetske zveze so v avtonomni regiji Abhazija in Južni Osetiji izbruhnili nasilni separatistični konflikti. Mnogi Osetijci, ki živijo v Gruziji, so državo zapustili, predvsem v rusko Severno Osetijo. Po drugi strani je več kot 150.000 Gruzijcev po izbruhu sovražnosti leta 1993 zapustilo Abhazijo. Od mchetskih Turkov, ki so bili leta 1944 prisilno preseljeni, se je od leta 2008 v Gruzijo vrnil le majhen del.
Najbolj razširjena jezikovna skupina je kartvelska, ki vključuje gruzinski, svanski, mingrelski in lazijski jezik. Uradni jezik Gruzije je gruzijščina, abhaščina ima uradni status v avtonomni regiji Abhaziji. Gruzijščina je glavni jezik 87,7 % prebivalstva, sledi 6,2 % azerbajdžanščina, 3,9 % armenščina, 1,2 % ruščina in 1 % drugih jezikov. Leta 2010 je začela zvezna vlada ZDA v Gruziji program za poučevanje in učenje angleščine za spodbujanje angleške pismenosti v osnovni šoli. Cilj je bil uvažati govorce angleščine z vsega sveta, da bi zagotovili, da bodo vsi otroci v Gruziji v štirih letih govorili angleško in nadomestili ruski jezik kot drugi jezik.
| Tbilisi Batumi | 1  | Tbilisi  | Tbilisi                       | 1.108.717 | Kutaisi Rustavi |
| Tbilisi Batumi | 2  | Batumi   | Adžarija                      | 152.839   | Kutaisi Rustavi |
| Tbilisi Batumi | 3  | Kutaisi  | Imeretija                     | 147.635   | Kutaisi Rustavi |
| Tbilisi Batumi | 4  | Rustavi  | Spodnja Kartlija              | 125.103   | Kutaisi Rustavi |
| Tbilisi Batumi | 5  | Gori     | Notranja Kartlija             | 48.143    | Kutaisi Rustavi |
| Tbilisi Batumi | 6  | Zugdidi  | Mingrelija - Gornja Svanetija | 42.998    | Kutaisi Rustavi |
| Tbilisi Batumi | 7  | Poti     | Mingrelija - Gornja Svanetija | 41.465    | Kutaisi Rustavi |
| Tbilisi Batumi | 8  | Suhumi   | Abhazija                      | 39.100    | Kutaisi Rustavi |
| Tbilisi Batumi | 9  | Hašuri   | Notranja Kartlija             | 33.627    | Kutaisi Rustavi |
| Tbilisi Batumi | 10 | Chinvali | Notranja Kartlija             | 30.000    | Kutaisi Rustavi |

## Gospodarstvo
Arheološke raziskave dokazujejo, da se je Gruzija že od antičnih časov ukvarjala s trgovino z mnogimi deželami in imperiji, predvsem zaradi svoje lege ob Črnem morju in pozneje na zgodovinski Svilni cesti. Zlato, srebro, baker in železo so kopali v gorah Kavkaza. Pridelava vina je zelo stara tradicija in ključna veja gospodarstva države. Država ima velike hidroenergetske vire. V sodobni zgodovini Gruzije sta bila kmetijstvo in turizem zaradi podnebja in topografije države glavni gospodarski sektor.
Večji del 20. stoletja je ekonomija Gruzije spadala v sovjetski model planske ekonomije. Od padca ZSSR leta 1991 je Gruzija začela obsežno strukturno reformo, namenjeno prehodu v svobodno tržno gospodarstvo. Tako kot vse druge post sovjetske države se je tudi Gruzija soočila s hudim gospodarskim zlomom. Državljanska vojna in vojaški spopadi v Južni Osetiji in Abhaziji so krizo zaostrili. Kmetijska in industrijska proizvodnja sta se zmanjšali. Do leta 1994 se je bruto domači proizvod zmanjšal na četrtino tistega leta 1989. Prva finančna pomoč Zahoda je prišla leta 1995, ko sta Svetovna banka in Mednarodni denarni sklad Gruziji odobrila kredit v višini 206 milijonov dolarjev, Nemčija pa 50 milijonov DEM.
Od zgodnjega 21. stoletja so v gospodarstvu Gruzije opazili vidna pozitivna gibanja. Leta 2007 je stopnja rasti realnega BDP Gruzije dosegla 12 %, kar je Gruzijo postavilo kot eno najhitreje rastočih gospodarstev v vzhodni Evropi. Svetovna banka je Gruzijo poimenovala »gospodarski reformator številka ena na svetu«, ker se je v enem letu izboljšala iz 112. na 18. mesto glede lažjega poslovanja. Gruzija je izboljšala svoje mesto na 6. mesto v poročilu Svetovne banke o poslovanju 2019. Država ima visoko stopnjo brezposelnosti 12,6 % in ima dokaj nizek srednji dohodek v primerjavi z evropskimi državami.
Misija MDS je prepoved uvoza gruzijskega vina v Rusijo, enega največjih trgovinskih partnerjev Gruzije in prekinitev finančnih povezav opisala kot zunanji šok. Poleg tega je Rusija za Gruzijo povišala ceno plina. Približno v istem času je Nacionalna banka Gruzije izjavila, da je nenehno inflacijo v državi sprožil predvsem zunanji razlog, vključno z ruskim gospodarskim embargom. [192] Gruzija se vse bolj vključuje v globalno trgovinsko mrežo. Glavni uvoz Gruzije so goriva, vozila, stroji in deli, žito in druga hrana, zdravila. Glavni izvoz so vozila, železne zlitine, gnojila, oreški, odpadne kovine, zlato, bakrene rude.
Gruzija se razvija v mednarodni prometni koridor skozi pristanišča Batumi in Poti, železniško progo Baku – Tbilisi – Kars, naftovod od Bakuja čez Tbilisi do Ceyhana, plinovod Baku – Tbilisi – Ceyhan (BTC) in vzporedni plinovod, južni Kavkaški plinovod.
Od prihoda na oblast je Saakašvilijeva uprava izvedla vrsto reform, katerih cilj je izboljšati pobiranje davkov. Med drugim je bil leta 2004 uveden pavšalni davek od dohodka. Posledično so se proračunski prihodki povečali štirikrat, nekoč velik proračunski primanjkljaj pa se je spremenil v presežek.
Od leta 2001 je 54 % prebivalstva živelo pod državno mejo revščine, do leta 2006 se je revščina zmanjšala na 34 %, do leta 2015 je znašala 10,1 odstotka. V letu 2015 je povprečni mesečni dohodek gospodinjstva znašal 1.022,3₾ (približno 426 USD). V izračunih za leto 2015 je nominalni BDP Gruzije znašal 13,98 milijarde USD. Gruzijsko gospodarstvo se vse bolj posveča storitvam (od leta 2016 predstavlja 68,3 % BDP) in se odmika od kmetijskega sektorja (9,2 %).
Glede telekomunikacijske infrastrukture je Gruzija uvrščena na zadnje mesto med svojimi mejnimi sosedami v indeksu mrežne pripravljenosti Svetovnega gospodarskega foruma (NRI) - kazalnik za določanje stopnje razvoja informacijsko-komunikacijskih tehnologij v državi. Gruzija je na lestvici NRI za leto 2016 zasedla skupno 58 mesto, v primerjavi s 60 v letu 2015.

### Turizem
Turizem je vse pomembnejši del gruzijskega gospodarstva. Leta 2016 je 2.714.773 turistov v državo prineslo približno 2,16 milijarde ameriških dolarjev. Po navedbah vlade v Gruziji obstajajo 103 letovišča v različnih podnebnih pasovih. Turistične znamenitosti vključujejo več kot 2000 mineralnih izvirov, več kot 12.000 zgodovinskih in kulturnih spomenikov, od katerih so štirje priznani kot Unescova svetovna dediščina (samostan Gelati, zgodovinski spomeniki Mcheta in Zgornji Svaneti) in Bagratijeva stolnica v Kutaisiju. Leta 2018 je Gruzijo obiskalo več kot 1,4 milijona turistov iz Rusije.

### Spomeniki Unescove svetovne dediščine

#### Samostan Gelati
Samostan Gelati, ustanovljen leta 1106 na zahodu Gruzije, je mojstrovina zlate dobe srednjeveške Gruzije, obdobja politične moči in gospodarske rasti med 11. in 13. stoletjem. Zanj so značilne fasade gladko obrezanih velikih blokov, uravnoteženih razmerij in slepih lokov z zunanjo dekoracijo. Samostan Gelati, eden največjih srednjeveških pravoslavnih samostanov, je bil tudi središče znanosti in izobraževanja, akademija v njem pa je bila eno najpomembnejših kulturnih središč antične Gruzije.

#### Zgodovinske cerkve Mcheta
Zgodovinske cerkve v kraju Mcheta, v nekdanji prestolnici Gruzije, so izjemni primeri srednjeveške verske arhitekture na Kavkazu. Prikazujejo visoko umetniško in kulturno raven, ki jo je doseglo to starodavno kraljestvo. Spomeniki so v kulturni krajini ob sotočju rek Aragvi in Mtkvari v Srednji-vzhodni Gruziji, približno 20 km severozahodno od Tbilisija v Mcheti. Dediščino sestavljajo samostan Džvari, stolnica sv. Chovelija in samostan Samtavro.

#### Zgornji Svaneti
Območje Kavkaza Zgornji Svaneti, ohranjeno z dolgo izolacijo, je izjemen primer gorske pokrajine s srednjeveškimi vasicami in stolpi. V vasi Čazhaši je še vedno več kot 200 teh zelo nenavadnih hiš, ki so jih uporabljali kot stanovanja in kot obrambne postojanke pred napadalci, ki so napadali to regijo.

## Kultura
Gruzijska kultura se je v tisočletjih razvijala v iberskih in kolhidijskih civilizacijah. V 11. stoletju je doživela renesanso in zlato dobo klasične literature, umetnosti, filozofije, arhitekture in znanosti. Na gruzijsko kulturo so vplivali klasična Grčija, Rimsko in Bizantinsko cesarstvo, različna iranska cesarstva (predvsem Ahemenidsko, Partsko, Sasansko, Safavidsko in Kadžarsko) in pozneje v 19. stoletju Rusko cesarstvo.
Gruzijski jezik in klasična gruzijska literatura pesnika Šota Rustavelija sta bili oživljeni v 19. stoletju po dolgem pretresu in postavila temelje romantikom in romanopiscem novejše dobe, kot so Grigorij Orbeliani, Nikoloz Baratašvili, Ilia Čavčavadze, Akaki Cereteli, Važa-Pšavela. Gruzijski jezik je napisan v treh edinstvenih spisih, ki jih je po tradicionalnih navedbah izumil kralj Pharnavaz I. Iberski v 3. stoletju pred našim štetjem.
Gruzija je znana po svoji folklori, tradicionalni glasbi, plesih, gledališču, kinu in umetnosti. Med pomembnimi slikarji 20. stoletja so Niko Pirosmani, Lado Gudiašvili, Elene Ahvlediani; znani baletni koreografi so George Balančine, Vahtang Čabukiani in Nino Ananiašvili; pomembni pesniki so Galaktion Tabidze, Lado Asatiani in Muhran Mačavariani; med pomembnimi gledališkimi in filmskimi režiserji so Robert Sturua, Tengiz Abuladze, Georgij Nikolajevič Danelija in Otar Ioseliani.

### Arhitektura in umetnost
Na gruzijsko arhitekturo so vplivale številne civilizacije. Obstaja več različnih arhitekturnih slogov za gradove, stolpe, utrdbe in cerkve. Utrdbe Zgornjega Svanetija in grajsko mesto Šatili v Hevsuretiju so ene najlepših primerov srednjeveške gruzijske grajske arhitekture. Drugi arhitekturni vidiki Gruzije vključujejo Rustavelijeva avenija v Tbilisiju v Haussmannovem slogu in okrožje Starega mestnega jedra.
Gruzijska cerkvena umetnost predstavlja najpomembnejša dela gruzijske krščanske arhitekture, ko klasični slog kupole združuje z izvirnim slogom bazilike in tvori tako imenovan gruzijski slog križiščne kupole. Ta arhitektura se je v Gruziji razvila v 9. stoletju, pred tem je bila večina gruzijskih cerkva bazilikalna. Druge primere gruzijske cerkvene arhitekture lahko najdemo zunaj Gruzije: Bačkovski samostan v Bolgariji (zgradil ga je leta 1083 gruzijski vojaški poveljnik Grigorij Bakuriani), samostan Iviron v Grčiji (zgradili so ga Gruzijci v 10. stoletju) in samostan Križa blizu Jeruzalema (zgradili so ga Gruzijci v 9. stoletju).

### Kuhinja
Gruzijska kuhinja in vino sta se razvijala skozi stoletja in prilagajala tradicijo vsaki dobi. Ena najbolj nenavadnih tradicij je supra ali gruzijska miza, tradicionalni gruzijski praznik in del gruzijske družbene kulture. Obstajata dve vrsti supre: praznična supra (ლხინის სუფრა, [lxinis supʰra]), ki se imenuje keipi in sombre supra (ჭირის სუფრა, [tʃʼɪrɪs sʊpʰra]), imenovana kelehi, ki je vedno po pokopih. V letu 2017 je bila vpisana na seznam nesnovne kulturne dediščine Gruzije. Ne glede na velikost in vrsto, supro vedno vodi tamada, ki ga izberejo gostje ali gostitelj, imeti mora retorično spretnost in biti sposoben zaužiti večjo količino alkohola, ne da bi pokazala znake pijanosti. Uvede vsako jed, nazdravlja in poskrbi, da vsi uživajo. Različne zgodovinske regije Gruzije so znane po svojih posebnih jedeh: na primer hinkali (mesni cmoki) iz vzhodne gorske Gruzije, hačapuri, večinoma iz Imeretija, Samegrela in Adžarije in čurčhela - bombon v obliki sveče iz regije Kaheti, ki je bila leta 2015 vpisana na seznam nesnovne kulturne dediščine Gruzije. Poleg tradicionalnih gruzijskih jedi so živila drugih držav v Gruzijo prinašali priseljenci iz Rusije, Grčije in pred kratkim Kitajske.

### Vlada
- Predsednik Gruzije
- Vlada Gruzije
- Ministrstvo za zunanje zadeve Gruzije
- Državna uprava za turizem

### Splošno
- CIA World Factbook
- Georgia profile from the BBC News
- curlie: Georgia
- Gruzija na strani Sveta EU
- Gruzija na strani Sveta Evrope
- Wikiatlas Gruzije
- Gruzija na OpenStreetMap
- Association of Modern Scientific Investigation – (AMSI)